# The Andromeda Strain
The Andromeda Strain (bra: O Enigma de Andrômeda; prt: A Ameaça de Andrómeda) é um filme norte-americano de 1971, dos gêneros suspense e ficção científica, dirigido por Robert Wise, com roteiro de Nelson Gidding baseado no romance The Andromeda Strain, de Michael Crichton.

## Sinopse
Satélite artificial cai no Novo México carregando um microorganismo que começa a contaminar a população e mata todos na cidade próxima à queda, exceto um bebê e um velho. Uma equipe de cientistas tenta conter a epidemia e encontrar a cura, numa corrida contra o tempo.

## Prêmios e indicações
| Globo de Ouro 1972     | Melhor trilha sonora                     | Gil Mellé | - | Oscar 1972 | Melhor edição | Stuart Gilmore, John W. Holmes | Indicado |
| Melhor direção de arte | Boris Leven, William Tuntke, Ruby Levitt | Indicado  |   | Oscar 1972 |               |                                |          |